# Quercus incana
Quercus incana är en bokväxtart som beskrevs av John Bartram. Quercus incana ingår i släktet ekar, och familjen bokväxter. Inga underarter finns listade.